# Guy Campbell, 1. Baronet
Sir Guy Campbell, 1. Baronet (* 22. Januar 1786; † 26. Januar 1849 in Dún Laoghaire, County Dublin) war ein britischer Adliger und Offizier.

## Leben
Er entstammte einer Nebenlinie des Clan Campbell und war ein Ururenkel des John Campbell, 1. Earl of Breadalbane and Holland. Er war der älteste Sohn des Lieutenant-General Colin Campbell (1754–1814), Lieutenant-Governor von Gibraltar, aus dessen Ehe mit Mary Johnson (1763–1832).
Er trat 1795 in die British Army ein und wurde Ensign beim 6th Regiment of Foot, in dem sein Vater zu jener Zeit als Lieutenant-Colonel diente. 1796 wurde er zum Lieutenant befördert und nahm mit dem Regiment unter dem Kommando seines Vaters an der Niederschlagung der Irischen Rebellion von 1798 teil. 1803 wurde er in Kanada stationiert und 1804 zum Captain befördert. Er nahm von 1807 bis 1814 am Peninsular War teil und wurde 1813 zum Major und Brevet-Lieutenant-Colonel befördert. In Anerkennung seiner Leistungen wurde er nach Kriegsende als Companion in den Order of the Bath aufgenommen.
Sein Vater sollte für seine Verdienste als Baronet geadelt werden, da dieser aber 1814 an einer Krankheit starb, bevor es zu einer Verleihung kam, wurde schließlich Guy Campbell am 22. Mai 1815 der erbliche Adelstitel Baronet, of St Cross Mede, Winchester, in the County of Southampton, verliehen. Die Verleihung erfolgte mit dem besonderen Zusatz, dass der Titel in Ermangelung eigener männlicher Nachkommen auch an seine jüngeren Brüder und deren männliche Nachkommen vererbbar sei.
1815 nahm er an der Schlacht bei Waterloo teil und wurde 1816 unter Halbsold vom Armeedienst freigestellt. 1830 wurde er zum Deputy Quartermaster-General in Irland ernannt und 1841 wurde er zum Major-General befördert. 1848 wurde er Colonel des 3rd West India Regiment. Er starb 1849 nach langer Krankheit. 

## Ehe und Nachkommen
1817 heiratete er in erster Ehe Frances Elizabeth Burgoyne († 1818), mit der er eine Tochter hatte.
1820 heiratete er in zweiter Ehe Pamela FitzGerald (1795–1869), Tochter des Lord Edward Fitzgerald. Mit ihr hatte er sieben Töchter und vier Söhne, darunter seinen Titelerben Sir Edward Campbell, 2. Baronet (1822–1882).